# Stade Abderrahmene-Bensaci
Le Stade Abderrahmene-Bensaci (en arabe : ملعب عبد الرحمان بن ساسي) est un stade de football situé dans la ville algérienne de Merouana.
Il est le lieu d’entraînement de l’Amel Baladiet Merouana.